# Dätgen
Dätgen er en kommune og en by i det nordlige Tyskland, beliggende i Amt Nortorfer Land i den sydøstlige del af Kreis Rendsborg-Egernførde. Kreis Rendsborg-Egernførde ligger i den centrale del af delstaten Slesvig-Holsten.

## Geografi
Dätgen ligger midt mellem Kiel og Neumünster ved Autobahnkreuz Bordesholm hvor Bundesautobahn 215 fletter sammen med Bundesautobahn 7. De nærmere større byer, Bordesholm (mod øst) og Nortorf (mod vest), ligger begge omkring 8 km væk. Byen selv, nås via Landstraße 49.